# Bab al-Mandab
Bab al-Mandab (arab. باب المندب, dosł. „Brama Łez”, „Wrota łez”) – cieśnina pomiędzy Afryką a Półwyspem Arabskim należącym do Azji, łącząca Morze Czerwone z Oceanem Indyjskim (Zatoka Adeńska). Jest to ważny punkt żeglugowy na trasie Europa – Daleki Wschód, zwłaszcza od czasu otwarcia Kanału Sueskiego.
Nazwa cieśniny związana jest z niebezpieczeństwami, na jakie natrafiały przepływające tędy statki. Natomiast według legendy arabskiej nazwa ta odnosi się do wielkiej liczby osób, które utonęły w czasie trzęsienia ziemi, które doprowadziło do oddzielenia Afryki od Azji.

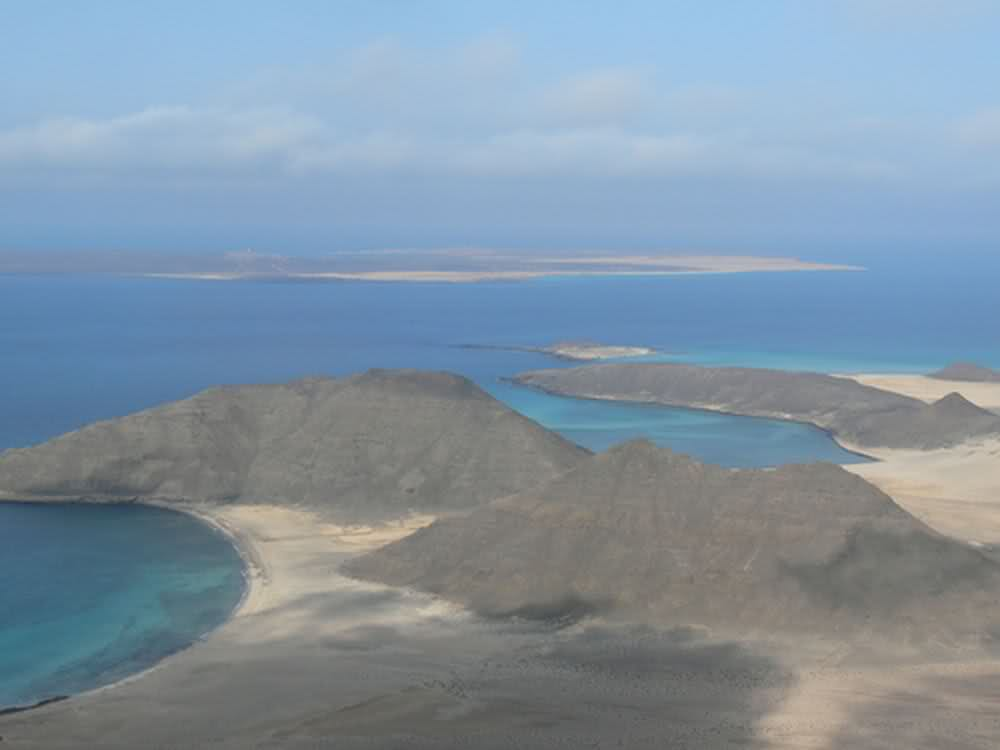
Widok od strony Półwyspu Arabskiego

Długość cieśniny wynosi ok. 50 km, a szerokość w najwęższym miejscu ok. 26 km. Położona na środku wyspa Perim dzieli ją na dwie części Bab Iskandar (Cieśnina Aleksandra) i Dact al-Majun. W obu cieśninach występują silne prądy morskie, zarówno powierzchniowe, jak i podwodne. W roku 2008 media doniosły, iż istnieje plan budowy największego na świecie mostu nad cieśniną, pomiędzy Jemenem a Dżibuti. Inwestycja miałaby być finansowana przez firmy z Jemenu, Francji i Arabii Saudyjskiej. Wody cieśniny na całej szerokości stanowią morze terytorialne państw nadbrzeżnych, a żegluga odbywa się na zasadach prawa przejścia tranzytowego.